# Pliniaca bakerella
Pliniaca bakerella är en fjärilsart som beskrevs av August Busck 1907. Pliniaca bakerella ingår i släktet Pliniaca och familjen Plutellidae. Inga underarter finns listade i Catalogue of Life.